# Sistema Anchieta-Imigrantes

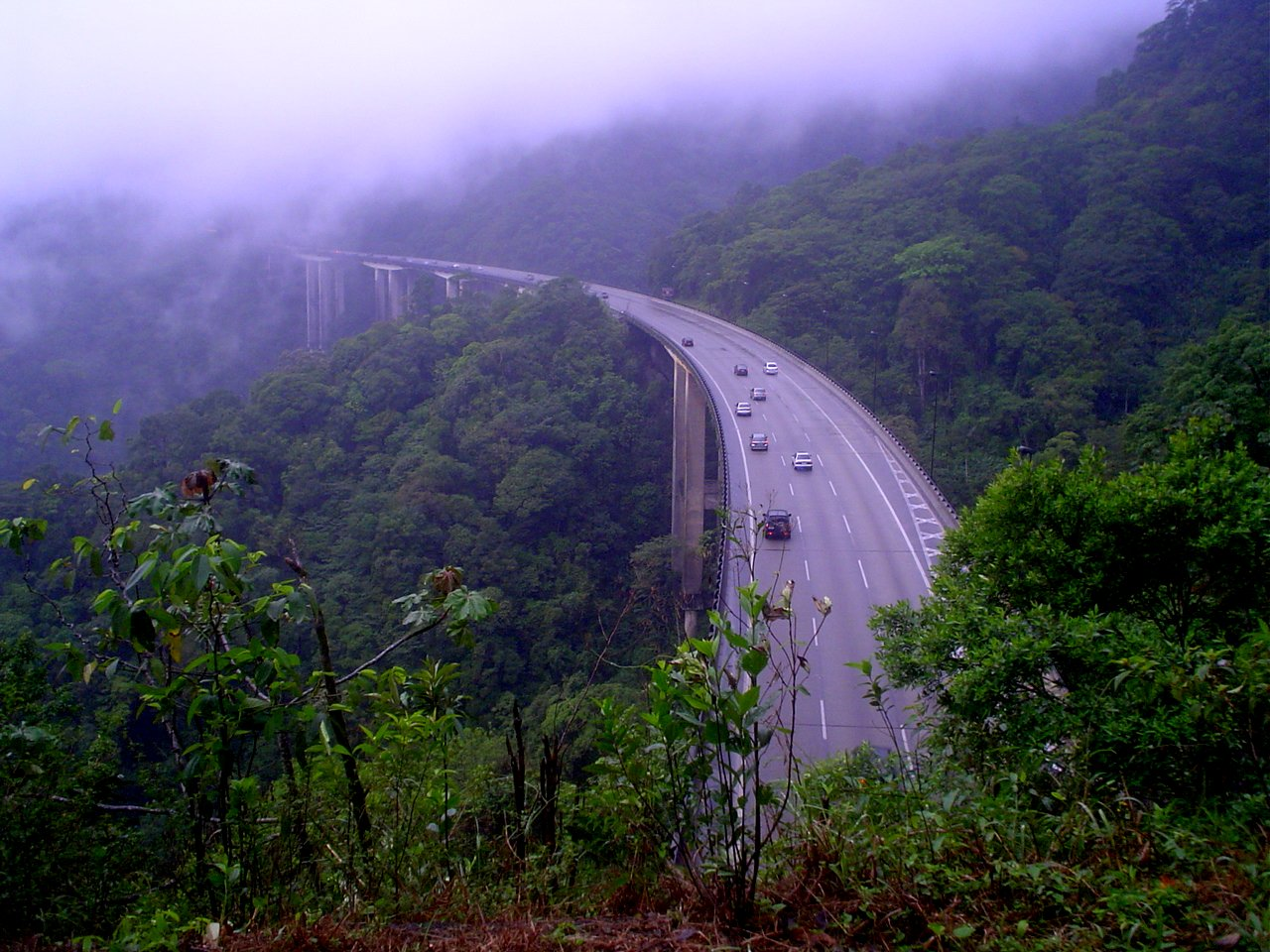
Sistema Anchieta-Imigrantes.

El Sistema Anchieta-Imigrantes, o simplemente SAI, es un sistema formado principalmente por las carreteras brasileñas SP-160 (Imigrantes) y SP-150 (Anchieta), además de las carreteras SP-041 (Interligação Planalto), SP-055 (Padre Manoel da Nóbrega), SP-248 (Cônego Domênico Rangoni) y SP-059 (Interligação Baixada). Las dos primeras hacen de conexión entre la llanura y el altiplano, atravesando, de forma paralela, la Serra do Mar. La Interligação Planalto conecta a las dos primeras carreteras en la parte del altiplano y las tres últimas son responsables de distribuir los vehículos hasta las ciudades cercanas, como también a las otras -carreteras.
Actualmente, es administrada por la concesionaria Ecovias y hay un puesto de peaje en cada una de las entradas del Sistema. Así, sea cual fuere la carretera que se utilice, el usuario paga las mismas tarifas de peaje y tiene derecho a los mismos servicios de apoyo y a los accesos intercalados entre las carreteras.

## Funcionamiento
En circunstancias habituales, la Rodovia dos Imigrantes posee tres carriles de circulación en cada sentido y la carretera Anchieta} posee 2 carriles por sentido, totalizando 10 carriles. De esta forma, se dice que el Sistema Anchieta-Imigrantes es operado normalmente en 5x5 (5 carriles que descienden para el litoral y 5 carriles que ascienden hacia la capital, São Paulo). Cuando hay gran movimiento, como feriados prolongados, se revierten los carriles de alguna de las carreteras para que haya mejor flujo vehicular y disminuyan los congestionamientos. De esta manera, hay épocas en que son operados 7x3 u 8x2 por ejemplo.
Para que la pista sea revertida se necesita cerrar la carretera por cerca de una hora, para que los carriles queden libres y puedan ser colocados conos bloqueando determinados accesos y cambiando la señalización. En los tramos de sierra, la señalización es fija, ya que las placas informativas son usadas en ambos sentidos. Cuando un cartel informa algo, al lado contrario se informa otra cosa, lo que es visible si se mira en sentido contrario. En los tramos de planicie y altiplano, especialmente en los accesos de la carretera Interligação Planalto (SP-41), los placas son reversibles, de modo que la información sea cambiada según la necesidad del momento.

## Operaciones de prevención
En épocas de niebla o neblina, donde existe una muy baja visibilidad, se ponen en funcionamiento operaciones de prevención. Vehículos de la concesionaria Ecovias y de la Policía Rodoviária Estadual toman la delantera en todos los carriles y son seguidos por los demás automóviles a baja velocidad, minimizando de esta manera los riesgos de accidente. Después de los puestos de peaje, son formados grupos de hasta 500 vehículos.

## Tramos que componen el Sistema (SAI)
- SP-150 - Rodovia Anchieta: desde el km 9,7 al km 65,6. Total de 55,90 kilómetros.
- SP-160 - Rodovia dos Imigrantes: desde el km 11,4 al km 70. Total de 58,54 kilómetros.
- SP-041 – Interligação Planalto. Cuenta con 8 kilómetros de extensión, comunicando las carreteras Anchieta e Imigrantes en lo alto de la sierra, a la altura del km 40.
- SP-059 - Interligação Baixada. Tiene una extensión de 1,8 kilómetros, comunicando la carretera Anchieta (a la altura del km 59) con la Imigrantes (altura del km 62).
- SP-055 – Carretera Cônego Domênico Rangoni, con una extensión de 30,6 kilómetros.
- SP-055 – Carretera Padre Manoel da Nóbrega, con una extensión de 21,6 kilómetros.